# Торе ди Сопра Санта Марија (Кремона)
Торе ди Сопра Санта Марија је насеље у Италији у округу Кремона, региону Ломбардија.
Према процени из 2011. у насељу је живело 19 становника. Насеље се налази на надморској висини од 80 м.